# 埋積谷
埋積谷（まいせきこく）とは、厚い堆積物が谷底を形成しているような谷のこと。

## 概要
埋積谷の谷底（地表面）は厚い堆積物が埋積することで幅広く平坦になり、背後の山地との間では斜面が急変するために明瞭な境界ができる。山中の埋積谷は小盆地をつくり、リアス式海岸では小海岸平野を形成する。一般に埋積谷の厚い堆積物の下には埋没谷（化石谷）と呼ばれる古い谷地形が埋まっている。河川の若返りによって谷底が下刻されることで堆積段丘が形成される。

## 成因
埋積谷は地盤の沈降や海水準の上昇、河床勾配を減少させるような傾動、河川争奪による水量の減少、活発な火山活動などの堆積物の急激な増加などによって、河川が荷重（運搬物質）を運搬しきれなくなり谷が埋積されることによって生じる。

## 分布
埋積谷は本州中央部の山地ではほとんど見ることができず、本州では瀬戸内海沿岸の一部や日本海沿岸の一部に存在する。また、九州の北部でも類似の地形を見ることができる。